# Érase una vez en China
Érase una vez en China, cuyo título internacional es Once Upon a Time in China (en chino: 黃飛鴻 | cantonés: Wong Fei Hung | mandarín: Huáng Fēi Hóng) es una serie cinematográfica china, creada en 1991 por Tsui Hark, Yuen Kai Chi, Edward Leung y Elsa Tang, "remake" de la serie cinematográfica The Story of Wong Fei Hung, creada en 1949 por Ng Yat Siu y Chu Yu Chai.